# Loïc Négo
Loïc Négo (Paris, 15 de janeiro de 1991) é um futebolista profissional húngaro-francês que atua como lateral-direito. Atualmente está no Le Havre.

## Carreira
Estreou profissionalmente em 2010, pelo Nantes (onde jogava nas categorias de base desde 2005), entrando como substituto na derrota por 3 a 1 para o Caen. Na temporada seguinte, jogou 17 partidas (12 pela Ligue 2 e 4 pela Copa da França, com um gol marcado.
Após não aceitar nenhuma proposta de renovação de seu contrato com os Canários, assinou com a Roma em julho de 2011, mas não entrou em campo nenhuma vez com a camisa giallorossa, sendo emprestado em 2013 para o Standard de Liège, atuando em apenas 2 partidas. Ele quase foi contratado em definitivo no mesmo ano, porém foi para a Hungria em setembro do mesmo ano para assinar com o Újpest, onde atuou em 9 partidas e 9 jogos (4 pelo Campeonato Húngaro, 2 pela Copa da Hungria e 3 pela Copa da Liga), fazendo um gol.
Em 2014, foi contratado pelo Charlton Athletic, disputando uma única partida, contra o Wigan, antes de voltar ao Újpest, desta vez por empréstimo.
Em agosto de 2015, assinou com o Fehérvár, pelo qual foi campeão nacional em 2017–18 e da Copa da Hungria de 2018–19.

## Carreira internacional
Nascido em Paris, mas com origens na ilha de Guadalupe, Négo defendeu as seleções de base da França entre 2006 e 2011, disputando a Eurocopa Sub-19 em 2010 (vencida pelos Bleus) e a Copa do Mundo Sub-20 no ano seguinte.
Em fevereiro de 2019, o lateral-direito concluiu seu processo de naturalização, afirmando que "se sentia em casa" na Hungria, embora citasse que "a França era o seu país natal". A estreia do jogador pela seleção nacional foi em outubro de 2020, nos playoffs de classificação para a Eurocopa de 2020 contra a Bulgária, e seu primeiro gol foi contra a Islândia, na vitória por 2 a 0 que garantiu a classificação da Hungria para a competição. Ele é o quarto jogador negro a defender a seleção - antes dele, vieram o atacante Thomas Sowunmi (nigeriano, 10 jogos e um gol entre 1999 e 2006) e os zagueiros Paulo Vinícius (brasileiro, 7 jogos entre 2017 e 2018) e Kenneth Otigba (também nascido na Nigéria, 2 partidas em 2018).
Em junho de 2021, foi um dos 26 convocados por Marco Rossi para disputar a Eurocopa.

## Títulos
Fehérvár
- Campeonato Húngaro: 2017–18
- Copa da Hungria: 2018–19

França Sub-19
- Eurocopa Sub-19: 2010